# Limnophora femorata
Limnophora femorata este o specie de muște din genul Limnophora, familia Muscidae. A fost descrisă pentru prima dată de Malloch în anul 1913. Conform Catalogue of Life specia Limnophora femorata nu are subspecii cunoscute.